# 부산광역시교육감
부산광역시교육감은 부산광역시교육청을 지휘하고 관리·감독하는 차관급 정무직 공무원이다.

## 역대 교육감
| 선출방식    | 대수     | 이름           | 임기                               | 비고                           |
| ----------- | -------- | -------------- | ---------------------------------- | ------------------------------ |
| 관선        | 1대      | 오경인(吳庚仁) | 1952년 9월 19일 ~ 1955년 10월 25일 |                                |
| 관선        | 2대      | 오경인(吳庚仁) | 1955년 10월 16일 ~ 1957년 2월 6일  | 재선                           |
| 관선        | 3대      | 오경인(吳庚仁) | 1957년 2월 7일 ~ 1960년 11월 29일  | 3선                            |
| 관선        | 4대      | 강삼영(姜三榮) | 1960년 11월 30일 ~ 1962년 2월 20일 |                                |
| 관선        | 5대      | 오복근(吳福根) | 1964년 2월 4일 ~ 1968년 2월 3일    |                                |
| 관선        | 6대      | 이윤근(李潤根) | 1968년 2월 4일 ~ 1972년 2월 3일    |                                |
| 관선        | 7대      | 홍순철         | 1972년 2월 4일 ~ 1976년 2월 3일    |                                |
| 관선        | 8대      | 구용현         | 1976년 2월 4일 ~ 1980년 2월 3일    |                                |
| 관선        | 9대      | 구용현         | 1980년 2월 4일 ~ 1981년 1월 30일   | 재선                           |
| 관선        | 10대     | 박찬우         | 1981년 2월 26일 ~ 1985년 2월 26일  |                                |
| 관선        | 11대     | 주상우         | 1985년 3월 6일 ~ 1987년 2월 28일   |                                |
| 관선        | 12대     | 조민식         | 1987년 3월 1일 ~ 1991년 2월 28일   |                                |
| 간선        | 13대     | 우명수         | 1991년 3월 4일 ~ 1995년 2월 28일   |                                |
| 간선        | 14대     | 정순택         | 1995년 3월 1일 ~ 1999년 2월 28일   |                                |
| 간선        | 15대     | 정순택         | 1999년 3월 1일 ~ 2000년 10월 5일   | 재선                           |
| 간선        | 16대     | 설동근         | 2000년 10월 6일 ~ 2003년 2월 28일  | 재보궐선거 당선                |
| 간선        | 17대     | 설동근         | 2003년 3월 1일 ~ 2007년 2월 28일   | 재선                           |
| 직선        | 18대     | 설동근         | 2007년 3월 1일 ~ 2010년 6월 30일   | 3선/직선제 초선                |
| 직선        | 19대     | 임혜경         | 2010년 7월 1일 ~ 2014년 6월 30일   |                                |
| 직선        | 20대     | 김석준         | 2014년 7월 1일 ~ 2018년 6월 30일   | 초선                           |
| 직선        | 21대     | 김석준         | 2018년 7월 1일 ~ 2022년 6월 30일   | 재선                           |
| 직선        | 22대     | 하윤수         | 2022년 7월 1일 ~ 2024년 12월 12일  | 초선                           |
| 교육부 파견 | 권한대행 | 최윤홍         | 2024년 12월 12일 ~ 2025년 2월 28일 | 부교육감                       |
| 교육부 파견 | 권한대행 | 이상율         | 2025년 3월 1일 ~ 2025년 4월 2일    | 부산시교육청 교육국장          |
| 직선        | 23대     | 김석준         | 2025년 4월 3일 ~                   | 2025년 4월 2일 재보궐선거 당선 |